# Happy Days (Blink-182)
Happy Days è un singolo del gruppo musicale statunitense Blink-182, pubblicato nel 2019 ed estratto dall'album Nine.

## Video musicale
Il videoclip della canzone è stato diretto da Andrew Sandler e pubblicato il 9 aprile 2020. Esso è girato durante la quarantena dovuta alla pandemia di COVID-19 e vede la partecipazione, tra gli altri, di Steve-O, Machine Gun Kelly e Bert McCracken.

## Tracce
Download digitale
1. Happy Days – 2:59

## Formazione
- Mark Hoppus – voce, basso
- Matt Skiba – chitarra
- Travis Barker – batteria, percussioni